# Гексаборид бария
Гексаборид бария — бинарное неорганическое соединение, 
металла бария и бора с формулой BaB6,
чёрные или тёмно-фиолетовые кристаллы,
не растворяется в воде.

## Получение
- Сплавление металлического бария и бора:

{\displaystyle {\mathsf {Ba+6B\ {\xrightarrow {T}}\ BaB_{6}}}}

## Физические свойства
Гексаборид бария образует чёрные или тёмно-фиолетовые кристаллы
кубической сингонии,
пространственная группа P m3m,
параметры ячейки a = 0,428 нм, Z = 1.
Есть данные о структуре
тетрагональной сингонии,
пространственная группа P 421m,
параметры ячейки a = 0,9585 нм, c = 0,653 нм, Z = 2.
Не растворяется в воде.

## Применение
- Изготовление катодов электронных приборов.